# Salvador Sedó
Salvador Sedó i Alabart (ur. 3 kwietnia 1969 w Reus) – hiszpański i kataloński działacz partyjny i polityk, specjalista ds. zagadnień międzynarodowych, poseł do Parlamentu Europejskiego VII kadencji.

## Życiorys
Z wykształcenia jest inżynierem przemysłowym (ukończył studia na Politechnice Katalońskiej w Barcelonie). W 1985 przystąpił do Demokratycznej Unii Katalonii (Unió Democràtica de Catalunya), był m.in. przewodniczącym (1993–1995) oraz sekretarzem generalnym (1995–1996) jej organizacji młodzieżowej (Unió de Joves). W 1997 objął obowiązki sekretarza generalnego ds. zagranicznych UDC, a także prezesa Katalońskiej Fundacji Stosunków Międzynarodowych (Fundació Catalana per a les Relacions Internacionals, INTERCAT). Zasiadł we władzach Międzynarodówki Chrześcijańsko-Demokratycznej oraz Europejskiej Partii Ludowej.
W związku z wejściem w życie Traktatu lizbońskiego uzyskał uprawnienie do objęcia jednego z czterech dodatkowych mandatów przypadających Hiszpanii, a tym samym drugiego mandatu dla partii katalońskich startujących w wyborach w 2009 w ramach Koalicji dla Europy. Ostatecznie europosłem został 1 grudnia 2011.